# Naturschutzgebiet Rimmert
Das Naturschutzgebiet Rimmert ist ein 17 ha großes Naturschutzgebiet (NSG) östlich vom Dorf Benolpe im Gemeindegebiet von Kirchhundem im Kreis Olpe in Nordrhein-Westfalen. 2008 hat die Bezirksregierung Arnsberg das Gebiet per Verordnung als NSG ausgewiesen.

## Gebietsbeschreibung
Bei dem NSG handelt es sich um eine großflächige Quarzit-Blockhalde mit lebensraumtypischen Tier- und Pflanzenarten innerhalb eines Buchen-Eichenmischwaldes. Dieser zeichnet sich durch die im gesamten Gebiet verstreut liegenden, meist moos- und flechtenreichen Quarzitblöcke und den noch teilweise erkennbaren Niederwaldcharakter aus. 